# För fet för ett fuck
För fet… (mer känd som För fet för ett fuck) är en låt från 1989 framförd av Mikael Dubois, under sitt alias Svullo, ackompanjerad av rockgruppen Electric Boys och producerad av Bomkrash.  För fet... är skriven av Svullo och Electric Boys sångare Conny Bloom (då Conny Blomqvist). Även b-sidan "Svullo on Acid" skrev de tillsammans.
Båda låtarna är också med på albumet Ride on... som kom 1990. Förutom singelversionen finns också en förlängd dans-remix, För fet… (fet mix) med scratch av Rob'n'Raz.

## Listplaceringar
För fet… låg som bäst tvåa på försäljningslistan under två veckor i januari 1990. Låten låg under våren 1990 nio veckor på Svensktoppen, med en sjätteplats som bästa placering. På Tracks låg låten som bäst på förstaplatsen. Singeln belönades med en platinaskiva.